# Feynman
Feynman je priimek več osebnosti.
- Carl Feynman (*1962), ameriški računalnikar in pisatelj, sin R. P. Feynmana.
- Joan Feynman (*1928), ameriška astrofizičarka, sestra R. P. Feynmana.
- Michelle Feynman (*1968), hči R. P. Feynmana.
- Richard Phillips Feynman (1918—1988), ameriški fizik in matematik, nobelovec.